# 스파르타 패권
스파르타 패권 또는 스파르타 헤게모니(Spartan hegemony)는 스파르타가 그리스 세계 전부를 장악한 시기를 일컫는다. 스파르타는 전통적으로 고대 그리스에서 가장 강력한 육군을 보유한 도시국가였다. 고전기 그리스 기간에, 스파르타는 펠로폰네소스반도 전역을 지배하거나, 통치하거나, 또는 영향을 미쳤다. 게다가 기원전 431년부터 404년까지 지속된 펠로폰네소스 전쟁에서 아테나이와 델로스 동맹의 패배는 기원전 404년부터 기원전 371년까지 짧은 기간 동안이나마 그리스 세계를 스파르타가 지배하는 결과를 가져왔다. 다른 도시 국가들의 불신으로 인해, 스파르타는 내정에 대한 기록을 만들지 못했다. 스파르타에 대한 유일한 역사적 기록은 크세노폰, 투키디데스, 헤로도투스와 플루타르코스의 자서에서 온 것이며, 이들 중 어느 누구도 스파르타 인은 아니었다. 플루타르코스의 저서는 스파르타의 패권이 끝난 지 수세기 이후에 집필되었다. 이로 인해 스파르타의 정치 체제를 이해하는데 어려움이 있었으며, 스파르타의 정치 제도는 그리스의 다른 어떤 도시 국가와도 분명하게 다른 것이었다.

## 역사

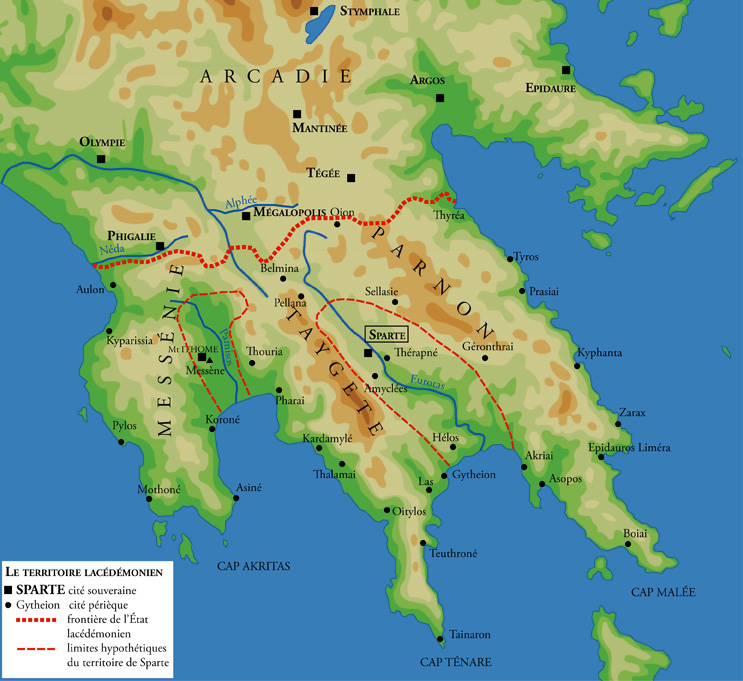
스파르타 지도

스파르타 인들은 초기에 펠로폰네소스반도 남부를 정복하여 영토를 통합해서 스파르타 도시 국가를 성립시켰다. 스파르타 사회는 호모이오이 또는 스파르티아테, 페리오이코이, 그리고 헤일로타이 3개의 계층으로 구성되어 있었다. 헤일로타이는 전쟁포로와 국가가 소유한 스파르타의 국가 소유 노예였다. 그리하여, 헤일로타이는 도시 국가의 농업 경제와 노동력을 담당했다. 부가적으로, 스파르타 사회에서 다른 노동 계층 인구는 페리오코이(주변 거주자들이라는 의미)였으며, 이것은 정복된 자유민들이었다. 페리오코이는 자신들의 기반과 행정 제도와 지역 경제를 유지하도록 허용되었지만, 스파르타에 공물을 바치고, 병력을 제공해야 했다. 스파르티아테는 스파르타의 시민들이었다. 그들은 엘리트 계급이었으며, 스파르타 인이라는 부를 수 있을 유일한 계층이었다. 결과적으로, 스파르타의 인구는 노동자 계층에 비해 매우 적었다. 스파르타 시민과 헤일로타이의 비율은 1명 대 7~8명이었다. 이 세 계층의 인구는 스파르타를 독특한 경제와 사회 조직을 구분하는 상호보완적인 기능을 수행했다. 헤일로타이와 페리오코이가 농업과 산업의 노동력이었던 반면, 스파르타인들은 군대를 훈련하고, 유지하고, 운영하는데 투입되었다. 지속적인 강군이 유지되었던 이유는 스파르타 내의 질서를 유지하고, 많은 노예 인구들을 견제했기 때문이었다.

## 펠로폰네소스 전쟁 이후
리산드로스는 기원전 404년 펠로폰네소스 전쟁이 끝난 이후 에게 해 전체를 통해 많은 친 스파르타 정부가 들어서게 한 스파르타인이었다. 그는 또한 많은 스파르타 요새를 세우기도 했다. 그가 수립한 대부분의 폴리스 통치 체제는 10두정이라고 불리는 10인으로 구성된 과두제였다. 스파르타의 군 사령관인 하르모스트가 10두정의 수장이 되었다. 지명된 이는 스파르타보다는 리산드로스에게 충성하는 사람들이었고, 이 체제는 리산드로스의 개인 제국이라는 말로 묘사되어 왔다. 이런 새로운 에게 해 질서 확립 과정에서 많은 이들이 목숨을 잃거나, 추방되었지만, 반면 아기나나 멜로스는 그들의 전 주민들로 복구되었다.
스파르타는 아테네인들을 어떻게 처리할까를 두고 분열되었다. 리산드로스와 아기스 왕은 주요한 동맹이었던 코린토스와 테바이에 그랬던 것 같이 완전한 파괴를 주장했다. 반면 파우사니아스가 이끄는 온건파가 우세했다. 아테네인들은 목숨은 건질 수 있었지만, 장성과 피레우스의 요새들은 허물어졌다. 리산드로스는 아테네인들이 추방자들은 복귀시켜야 한다는 중요한 조항을 가까스로 넣었다.
추방자들의 아테네 복귀는 아테네인들의 정치적 혼란을 불러왔고, 리산드로스에게 은혜를 입은 사람들로 구성된 삼십인 정권이라고 불렸던 과두정을 단기간에 수립하도록 여지를 주었다. 한 사람의 손아귀에 집중된 엄청난 권력의 위험은 아기스 왕이나 파우사니아스 왕 모두 리산드로스의 날개를 자를 필요가 있다는 합의를 충분히 이끌어 냈다. 선포된 십두정이 폐지되었고, 아테네인들은 스파르타가 민주정 복원을 허락했을 때 재빠르게 조치를 취했다.

## 아게실라오스의 원정
아게실라오스 2세는 스파르타 패권기의 두 왕들 중 하나였다.

## 같이 보기
- 테바이 패권